# Regionmuseet i Skåne

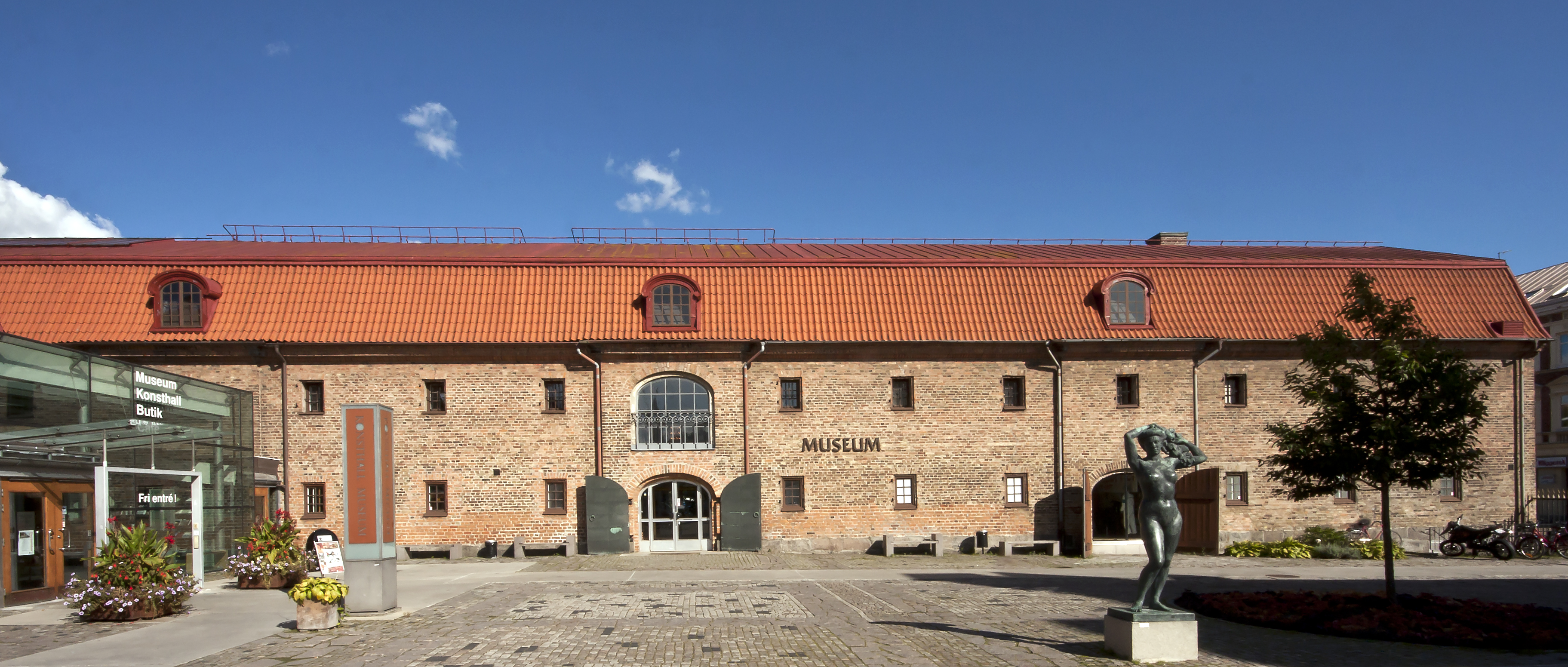
Museets lokaler i Tyghuset i Kristianstad

Regionmuseet Skåne (tidigare Regionmuseet Kristianstad) är länsmuseum för Skåne med ansvar för att samla in, bygga upp kunskap kring och visa upp länets historia.  

## Om Regionmuseet
Regionmuseet Skåne är en kulturarvsorganisation vars ansvar täcker in områden såsom byggnadsvård, arkeologi samt publik verksamhet, såsom permanenta och tillfälliga utställningar. Organisationen är sedan 1959 huvudsakligen lokaliserat till Regionmuseet Kristianstad, inrymt i den gamla Tyggården från 1615 (fram till 1915 Wendes artilleriregementes tyggård och materielförråd) vid Stora Torg i Kristianstad. Organisationen har även verksamhet i Lund där man bedriver antikvarisk verksamhet. Fram till 1997 kallades verksamheten Kristianstads länsmuseum och var länsmuseum för det tidigare Kristianstads län. Verksamheten bedrivs av Stiftelsen Regionmuseet i Skåne.
Organisationen bedriver flera museer, varav det största är Regionmuseet Kristianstad. Där bedrivs det mesta av den publika verksamheten. Under Regionmuseet sorterar även Filmmuseet i Kristianstad (invigt 1972) och Kristianstads järnvägsmuseum, samt Åhus museum i Åhus och små naturnära museiplatser på Hallands väderö, vid Haväng och på Kjugekull.

## Kristianstads konsthall
Kristianstads konsthall öppnades år 2001 och visar växlande utställningar av svensk och internationell samtidskonst.

## Åhus museum
Huvudartikel: Åhus museum

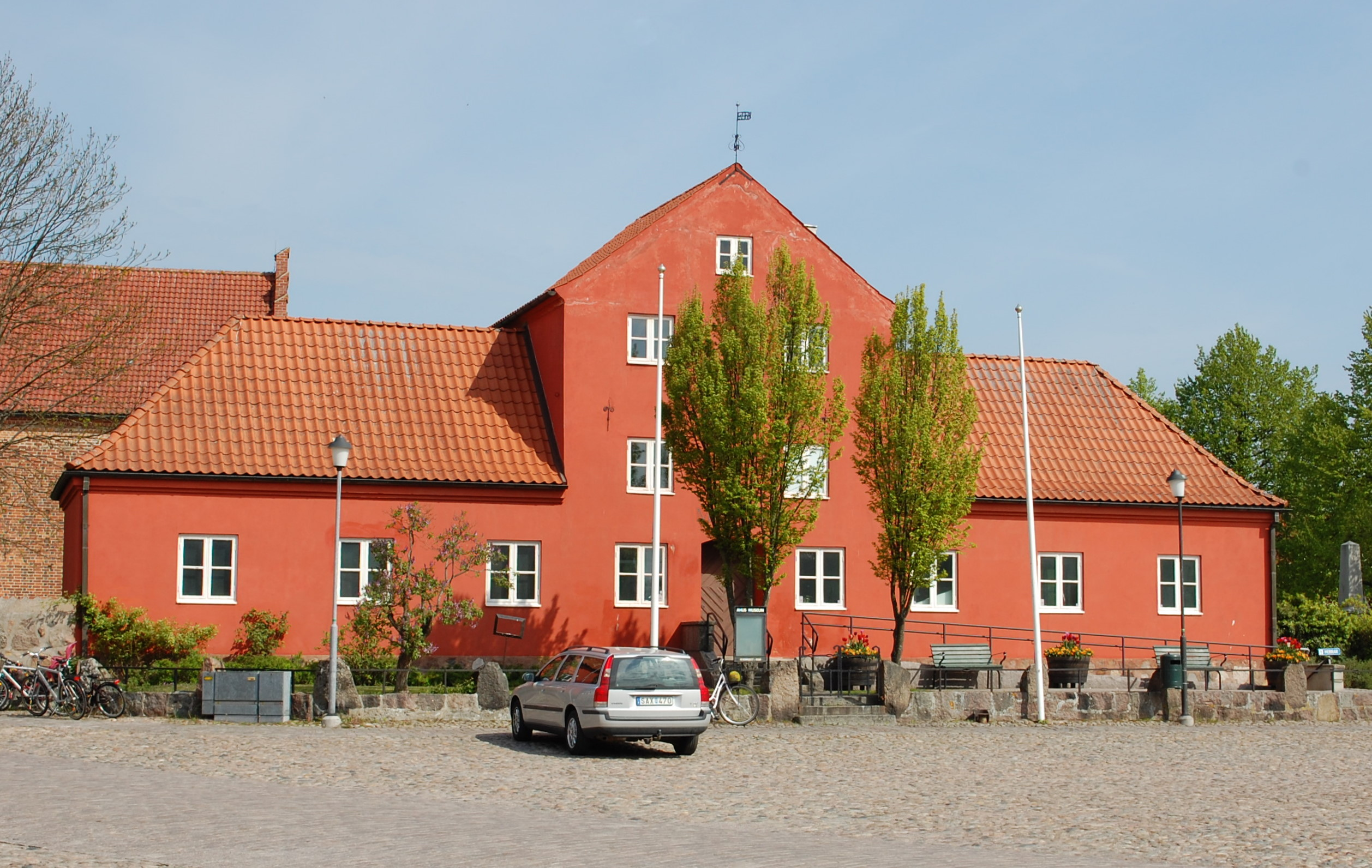
Åhus museum

Åhus, vid Helge ås mynning i Östersjön, är en av de bäst bevarade medeltida handelsstäderna i Sverige med flera bevarade byggnader och ruiner, däribland Åhus borg. Det sommaröppna Åhus museum är inrymt i det tidigare Åhus rådhus vid Torget. Här visas bland annat den permanenta utställningen Vid åns mynning om historia, folkliv och natur från trakten.